# Tikashi Fukushima
Tikashi Fukushima (Soma, 19 de janeiro de 1920 – São Paulo, 14 de outubro de 2001) foi um pintor e gravador nipo-brasileiro. Considerado um dos abstracionistas mais importantes do Brasil, Fukushima também produziu ao longo de sua carreira várias obras no campo do figurativismo. O artista recebeu inúmeras críticas positivas de inúmeros e importantes críticos de arte por suas produções tanto abstracionistas quanto figurativistas. Fukushima pertence à geração dos imigrantes pré-guerra, composta por imigrantes comuns que após várias mudanças em suas vidas despertaram para as artes plásticas, sendo que seu mestre foi Tadashi Kaminagai, quem Fukushima vê como mentor, mas que possuía estilo diferente de pintura da qual posteriormente desenvolveu. Suas obras foram apresentadas em exposições nacionais e internacionais.
Fukushima participou de grupos artísticos, como a Seibi-kai e o Grupo Guanabara, tendo o contato com inúmeros pintores, inclusive muitos de origem japonesa. O artista foi homenageado com muitos títulos e prêmios e muitas de suas obras foram adquiridas por importantes coleções no Brasil e de outros países. Ademais, foi membro da Comissão de Artes da Fundação Brasil-Japão de Artes Plásticas, presidente da Comissão de Artes Plásticas da Sociedade Brasileira de Cultura Japonesa e presidente do Museu de Arte Nipo-Brasileiro. Vale destacar que recebeu a condecoração denominada a Ordem do Tesouro da Felicidade Sagrada, em 1997.

## Biografia

### Primeiros anos
Na juventude, Fukushima trabalhou na lavoura e em um armazém. Terminou o curso ginasial e mudou-se para Yokohama, próximo a Tóquio, onde durante dois anos foi desenhista numa fábrica de aviões. A partir de relatos de seu tio que já esteve no Brasil, decide mudar de país, em 24 de fevereiro de 1940, a bordo do navio Brasil Maru. Assim, desembarcou no porto de Santos e foi para o interior de São Paulo, primeiramente para Pompeia e depois para Lins, onde então conheceu Manabu Mabe. Mabe era quatro anos mais novo que Tikashi e ambos estavam decididos a serem pintores; Mabe trabalhava na lavoura e pintava quando chovia.
Tikashi começou a trabalhar em armazém e nas horas livres se dedicava a desenhar, onde fazia cópias a partir de fotografias, sendo que essa atividade lhe dava uma renda extra. Em 1945, morando em São Paulo e trabalhando em uma oficina, foi apresentado pelo seu chefe para um conhecido pintor, Tadashi Kaminagai, que naquele momento estava precisando de um auxiliar em uma oficina de molduras no Rio de Janeiro. Assim, Fukushima aceitou trabalhar para Kaminagai e, em 1946, mudou-se para Santa Teresa, Rio de Janeiro.
Fukushima reconhecia Kaminagai como seu mestre, passava horas ouvindo as histórias de Kaminagai, de como ele fazia para sobreviver em Paris e expunha nos salões na década de 1930. Também iam pescar juntos e levavam horas para chegar a um lugar considerado por eles como especial, e esse lugar encantou Fukushima e o inspirou a fazer sua primeira pintura no Brasil, no Rio de Janeiro no ano de 1946, que foi intitulada Paisagem. Como não tinha dinheiro para comprar uma tela utilizada usualmente pelos outros artistas, aliás, não tinha dinheiro nem para duas refeições diárias, ele improvisou uma tela usando um retalho de uma calça de algodão. Pintou o quadro nas cores vermelha, amarela, azul, branco e preta, utilizando os dedos, e o contorno foi feito com o único pincel que possuía, finalizando a obra com o tamanho de 27 cm x 35,5 cm. Em 1996 deu um depoimento para a jornalista Kuniko Kobayashi do jornal São Paulo-Shimbun, a quem disse: "Aquele momento foi a sublimação. E consolidou a minha trajetória como artista plástico". Antes da primeira pintura feita pelo artista em 1946, Tikashi fazia desenhos utilizando grafite sobre papel. Segundo seu filho, Takashi, "Ao chegar ao Brasil, ele não tinha realizado até então nenhuma atividade artística".
Nessa época teve contato com vários artistas, tais como Milton Dacosta, Inimá, Quirino Campofiorito, Van Rogger e Di Cavalcanti, e começou a frequentar a Escola Nacional de Belas Artes, em 1942, onde assistia aulas como ouvinte. Nessa época aprimorou suas técnicas de "dessin", que consiste em desenhar as linhas e contornos de objetos e figuras humanas, onde fez vários estudos de nus. Em 1947 participou do 52° Salão Nacional de Belas Artes, no ano seguinte participou novamente, quando ganhou uma menção honrosa, e recebeu um comentário do artista, professor e crítico Tomás Santa Rosa Júnior, do jornal A Manhã no suplemento de Letras e Artes, onde ele diz: "Excelentes artistas, são sem dúvida esses japoneses. Se não espantam pela genialidade, nunca decepcionam. Essa 'paisagem' de Fukushima, é um documento de bom gosto, de acerto de composição, de boa cor, trabalhado com apuro plástico apreciável". Fukushima continuou participando do Salão Nacional de Belas Artes até o ano de 1964.
Em 1949, voltou para São Paulo e casou-se com Ai Saito, onde montou uma oficina de molduras, no Largo Guanabara, localizado no bairro do Paraíso. Posteriormente esse local passou a ser ponto de encontro dos artistas que, em 1950, formaram o Grupo Guanabara. Nessa época integrou o Seibi-kai, que estava se reerguendo, pois a entidade havia sido fundada em 1935, mas durante o tempo da Segunda Guerra Mundial ela havia sido fechada, assim como aconteceu com escolas e associações onde os imigrantes se reuniam. A venda das obras de Fukushima, como a de muitos outros artistas, ajudou a levantar recursos, de modo a se garantir a continuidade dos salões da Seibi-kai, que tinham periodicidade anual. A mulher de Fukushima, Ai, foi retratada em inúmeros desenhos e pinturas e acompanhava o artista nas reuniões e viagens. Como Tikashi não falava bem o português e Ai sim, ela fez um papel importante sendo um canal de comunicação de seu marido com os brasileiros. Segundo sua filha, Elly, quando Fukushima não era reconhecido como pintor, Ai era quem sustentava a casa, fazendo roupas.
Fukushima era moldureiro numa oficina no Largo Guanabara, onde se reuniam inúmeros artistas. Mais tarde o Grupo dos 15 teve um desdobramento que se chamou Grupo Guanabara, ao qual Fukushima deu continuidade nas atividades, onde houve um contato entre artistas e críticos do meio local. O Grupo Guanabara foi formado em torno de Tikashi Fukushima e chegou a contar com 34 integrantes, entre eles artistas que participam do Seibi-kai e do Grupo dos 15.

### Década de 50
A pintura de Tikashi Fukushima na década de 50 é "profundamente marcada pela gestualidade, ritmo e espiritualidade no fazer artístico". Em 1950, nasceu seu filho Takashi Fukushima, que se tornou pintor, gravador, desenhista e cenógrafo. O primeiro contato que Takashi teve com as artes foi passado por Tikashi em sua casa. No mesmo ano realizou uma exposição individual no Club Linense, em São Paulo, participou do Salão Paulista de Belas Artes, juntamente com outros artistas do Seibi-kai ajudou a organizar o 1° Salão Seibi, onde ganhou a medalha de prata. O artista sabia da importância da realização dessa exposição, pois percebeu que a completa reestruturação do movimento e o aparecimento de novos valores só seriam alavancados com a realização de uma exposição com a premiação de obras de artistas japoneses e nipo-brasileiros, além de que a Seibi-kai tinha como objetivo básico incentivar o crescimento das artes plásticas entre os japoneses através de sessões mensais de discussões, comentários e críticas, de intercâmbio com os artistas do Brasil e do Japão, além da realização de exposições. No mesmo ano cooperou também na organização da primeira exposição do grupo Guanabara, na Galeria Domus, sobre essa exposição o escritor e crítico de arte Ibiapaba Martins escreveu no Correio Paulistano que a "exposição que não pode ser perdida pelos que apreciam pintura é a que se encontra da Galeria Domus".
Nos tempos do Grupo Guanabara, Fukushima e os membros do grupo saíam para fazer registros das igrejas, casas, fábricas e ruas de vários bairros de São Paulo. Segundo Arcangelo Ianelli, "Fukushima estava sempre bem-humorado, feliz. Mal falava o português, mas entedia tudo. Ria muito. Gostava de pintar a cidade, os mesmo lugares... Duas, três vezes... Reunia os pintores em seu ateliê. Sua esposa Ai o acompanhava. Era sua tradutora." No entanto, Tikashi, não retratava a cidade exatamente como ela era, fazia modificações e chegou a dizer: "Eu não via muita graça em retratar a realidade como uma fotografia, gostava de desconstruir, simplificar e desmontar as formas". Segundo seu filho, essa forma de pintar sem se preocupar em retratar as paisagens como elas eram de fato, "eram os passos para a despedida do figurativismo".

"Morro do Jaraguá", óleo sobre madeira, 1953, 30 x 40 cm

Em 1951, participou da I Bienal Internacional de São Paulo com a obra n° 81 "Paisagem". A partir desse momento sente uma influência para com suas obras e a Bienal passou a ser estimulante para Fukushima. Recebeu medalha de bronze no Salão Nacional de Arte Moderna, Rio de Janeiro. No mesmo ano, foi realizada a segunda exposição do grupo Guanabara no Instituto de Arquitetos do Brasil, em São Paulo. No ano seguinte, recebeu a medalha de bronze no 17° Salão Paulista de Belas Artes e a medalha de prata no 1° Salão do Grupo Seibi de Artistas Plásticos, no Clube Sakura. Em 1953, participou dos dois Salões Nacionais, o Paulista e o do Rio, e também é realizada a terceira exposição do Grupo Guanabara, na Galeria Fukushima. No entanto, na II Bienal de São Paulo, são aceitos só dois artistas nipo-brasileiros, Tadashi Kaminagai e Manabu Mabe. Fukushima não classificado percebeu que deveria estar mais atento para com as mudanças em relação ao Movimento Concreto e as novas tendências do abstrato.
Em 1954, foi premiado no 19º Salão Paulista de Belas Artes e expôs no Salão Preto e Branco. No mesmo ano nasce sua filha, Elly. No ano seguinte, sua obra foi exposta na 3ª Bienal Internacional de Arte de São Paulo e no 4° Salão Paulista de Arte Moderna. Em 1956, teve seus trabalhos expostos no 5º Salão Nacional de Arte Moderna, no Rio de Janeiro, no 6º Salão Baiano de Belas Artes, em Salvador, e no 20º Salão Paulista de Belas Artes, onde recebeu a medalha de prata. No ano seguinte, 1957, participou do 6° Salão Nacional de Arte Moderna, no Salão Santista de Belas Artes, onde recebeu a medalha de prata, e do 21º Salão Paulista de Belas Artes, onde recebeu o 1° Prêmio Prefeito de São Paulo.
No mesmo ano fez várias exposições individuais, todas no estado de São Paulo, sendo uma em Araçatuba, uma em Lins, uma em Marília e outras duas na cidade de São Paulo. Essa exposição é o desprendimento do artista do movimento figurativo, aliás, essa mostra itinerante foi batizada pelo artista como "A exposição de despedida do figurativismo", que rendeu o equivalente à compra de dois carros na época, mas esse dinheiro não chegou de forma integral para o artista, pois o banco faliu, sendo que o artista afirmou que esse "foi o primeiro, mas não o último golpe que sofri com a economia brasileira". Ivo Zanini descreve a passagem de Fukushima do figurativo para o abstracionismo, segundo ele: "Por vários anos (de 1946 a 1960) movimentou-se pelo figurativismo, quando fundou em São Paulo, no bairro do Paraíso, o Grupo Guanabara, que reunia artistas já em plena convivência com as oscilações da arte moderna" e continua, exemplificando os temas das pinturas: "Mas o abstracionismo, já largamente exercido na Europa e EUA, não tardaria a cooptar Fukushima, como aconteceu com numerosos outros artistas figurativos da época. Portas e janelas, árvores e flores, xícaras e bules, retratos e nus, aos poucos começaram a dar lugar a riscos e traços, à linguagem informal. A busca agora era para as formas e construções que transcendessem a figura e para as cores, plácidas ou ardentes, que pudessem manifestar unicamente harmonia conjuntural". Zanini continua com seu comentário sobre as mudanças do pintor: "E foi concentrando-se na necessidade do desdobramento figurativo-informal, preocupado em pintar com espontaneidade na busca de transmitir sensações e verdade interior, na base do gestualismo, que Tikashi Fukushima pesquisou e enveredou pelo abstracionismo. Tornou-se quase obsessivo na pintura de telas onde se fundem imagens que podem sugerir mares infinitos, ventos cruzando desertos ou montanhas, manhãs outonais, miragens, território virgens, crepúsculos serranos, brisas, sonhos, serenidade celestial, etc. Um mundo onírico, por onde viaja, talvez até como se fosse em outro planeta, em que só o lirismo não pode estar ausente".
No livro Vida e Arte dos Japoneses no Brasil, Cecília França Lourenço descreve o uso do geometrismo e do abstracionismo pelos artistas nipo-brasileiros como que atendendo a um "impulso vital e mesmo cultural, mais facilmente identificado com o gesto, a mancha e as pesquisas formais, sendo por isso mesmo, uma fonte inesgotável e revitalizada através da vivência". Artistas como Mabe e Tikashi Fukushima puderam contribuir de maneira decisiva no desenvolvimento dessa tendência abstrata, aliás, no abstracionismo é onde se encontra a fase mais importante e mais produtiva de sua obra.
Em 1958, comemorou-se os cinquenta anos de imigração japonesa, com várias exposições da comunidade nipo-brasileira. Suas obras estiveram em várias exposições coletivas, no 23º Salão Paulista de Belas Artes e na 4ª Exposição do Grupo Guanabara, que recebeu um comentário positivo do artista e crítico de arte Quirino da Silva, no Diário da Noite, de que poderia "a crítica aprender com a exposição coletiva, Grupo Guanabara, alguma coisa no que se diz respeito a pintura...". As obras também estiveram no 4º Salão do Grupo Seibi de Artistas Plásticos, onde ganhou a grande medalha de ouro, e no 7º Salão Paulista de Arte Moderna, na Galeria Prestes Maia, onde ganhou a pequena medalha de prata; nessa exposição a jornalista e crítica Aracy Amaral, que posteriormente se tornou professora de História da Arte na Universidade de São Paulo, observa: "Oriental por excelência, Fukushima se expressa com todo o requinte da arte de sua gente. A matéria é sua principal característica, de riqueza excepcional, com variações cromáticas maravilhosas, utilizando matérias e técnicas novas ou pouco utilizadas em nosso meio, conseguindo resultados de grande beleza e poesia." Outro comentário sobre sua pintura do ano de 1958, feito por Cecília França Lourenço, é o de que "não se pode deixar de reconhecer a maturidade de sua produção em 1958, quando se dedicava aos procedimentos da abstração, aproximando-se mesmo do "action painting", com bastante vigor".
Em 1959, seu trabalho esteve exposto no Dallas Museum of Art, em Dallas, Texas, na 5ª Exposição do Grupo Guanabara, no 8º Salão Paulista de Arte Moderna, onde ganhou a grande medalha de prata. No mesmo ano o Grupo Guanabara encerra suas atividades, após um amadurecimento, em especial, das duas últimas exposições do grupo, ao qual, possuíam catálogos, textos de críticos, palestras. Nessa época a influência artística nipo-brasileira se fortaleceu, com premiações a nível internacional. O crítico Mário Pedrosa elogia a presença dos nipo-brasileiros no abstracionismo, mas destaca Fukushima e Tomie Ohtake, apontando "a atmosfera delicada, espiritualizada, de uma natureza irresistivelmente integrada à presença do homem que já em parte a faz, sendo, entretanto, dela partícula una e inseparável".

### Década de 60

Sem título, óleo sobre tela, sem data, 100 x 50 cm

Ao longo da década de 1960, uma das características da pintura do artista é com o Japão, na qual ele coloca suas lembranças e suas impressões desse país. Em 1960, Fukushima organizou uma exposição individual em Campinas e no mesmo ano também participou de outras exposições coletivas como o 9° Salão Nacional de Arte Moderna, no Museu de Arte Moderna do Rio de Janeiro, no 9° Salão Paulista de Arte Moderna, onde ganhou a pequena medalha de ouro, e na Galeria Prestes Maia, onde ganhou a pequena medalha de ouro. Expôs também na Cooperativa Agrícola de Cotia e recebeu o 1° Prêmio "Governador Leonel Brizola" no Salão de Arte Contemporânea do Rio Grande do Sul. No mesmo ano a Folha de S.Paulo salienta: "Os trabalhos de Fukushima tem aparecido sistematicamente nas mostras coletivas da colônia japonesa nesta capital e nos salões de arte moderna, tendo sido o pintor distinguido com vários prêmios".
Em 1961, fez duas exposições individuais, uma na Galeria Ambiente e outra no Museu de Arte Moderna de São Paulo, sendo que o jornal O Estado de S. Paulo, de 25 de fevereiro de 1961, publica a opinião do diretor do Museu de Arte Moderna: "Sua extrema virtuosidade de pintor por vezes aparece em toda a sua força, pois se sente nisso o prazer do virtuose em vencer, sobranceiramente as dificuldades". Também diz que "Fukushima tem de sua gente e cultura, a figura dos detalhes, o extremo virtuosismo nos acabamentos e um requintamento de sensibilidade" e finaliza dizendo que "tudo é vencido pelo ímpeto otimista, pelo canto perene de vida que é a essência mesma de sua pintura". Também no mês de fevereiro, o Jornal do Brasil publicou um texto do crítico de arte Mário Pedrosa, ao qual ele comenta a forma que Fukushima pinta: "Ele trabalha por anotações primeiras, que acabam fixando num ponto, de onde lhe vêm sugestões súbitas. Estas o guiam, então, no curso do trabalho. A ideia, se a isso se pode chamar de ideia, lhe nasce na hora. O núcleo formador e inspirador é sempre um achado de matéria, que lhe dá a chave da obra. Frequentemente esse núcleo não é mais que uma impressão de belo efeito, como um golpe de luz em branco".
No mês de março o Museu de Arte Moderna realizou uma exposição com as obras de Fukushima e Samson Flexor, onde é ressaltada a grande diferença de estilo dos dois pintores. Sobre as obras foi comentado: "Vinte grandes telas se oferecem ao exame do visitante, e nelas percorre toda a gama do espectro a variada escala dos motivos, que afinal não são motivos, que nos releve o desmentido, o pintor... Para este, cada um dos quadros tem um nome e um destino, mas na verdade eles são apenas pintura, e, como pintura, matéria. Nada mais. Daí a serenidade espantosa". Na comparação com a pintura de Fukushima com a de Flexor, comenta-se que os resultados são opostos, pois enquanto a pintura de Flexor mostra inquietação a de Fukushima revela "uma grande serenidade". No mesmo ano, em exposições coletivas participou do 16º Salão de Belas Artes da Cidade de Belo Horizonte, no Museu de Arte da Pampulha, onde foi premiado. Expôs também no 10º Salão Paulista de Arte Moderna, na 6ª Bienal Internacional de São Paulo e na 6° Bienal de Tóquio. Tikashi já havia enviado uma carta para sua mãe, Ine, contando que sua pintura havia viajado para o Japão, para a Bienal, e ela foi no dia da inauguração para prestigiar a mostra, ao que o artista recorda que "a imagem que a emocionou não foi a do meu quadro. Ficou feliz quando viu a minha fotografia no catálogo".
Em 1962, fez uma exposição individual na Galeria Astréia, São Paulo, e participou de uma exposição coletiva em Bragança Paulista. No mesmo ano, suas pinturas foram exibidas na exposição denominada "New Art of Brazil", em vários locais nos Estados Unidos, os quais foram: Colorado Springs Fine Arts Center, em  Colorado Springs, Minneapolis, no Walker Art Center, em Saint Louis, no City Art Museum of St Louis e em San Francisco, no San Francisco Museum of Art. Expôs também no Salão do Paraná, na Biblioteca Pública do Paraná, onde foi agraciado como "melhor pintor nacional". Ainda teve a exposição no 11° Salão Paulista de Arte Moderna, onde ganhou o 1° Prêmio Governador do Estado e na "Exposição Coletiva", na Galeria Folhas, ambas em São Paulo. A opinião do escritor e crítico de arte José Geraldo Vieira da Folha de S.Paulo no ano de 1962 sobre a arte de Fukushima, entre outras coisas, é a de que: "Claro que um pintor como Tikashi Fukushima se orienta por vários guias. Anexa-se aos conglomerados pictóricos, surpreende-lhes a maneira em voga, e vai realizando uma arte segundo observa e sente".
Em 1963, organizou três exposições individuais, duas na Galeria La Rouche e outra na Instituto de Arquitetos do Brasil, todas elas em São Paulo, em exposições coletivas foram exibidas no Museu Carlos Gomes, na 7ª Bienal Internacional de São Paulo, no 12º Salão Nacional de Arte Moderna, Rio de Janeiro, onde foi premiado com uma viagem através do Brasil. No mesmo ano, José Geraldo Vieira voltou a comentar sobre seu gosto pessoal de pintura e citou Fukushima dizendo que "Claro que quando falo em paisagem não me refiro ao realismo da natureza transferida para a tela dos pintores objetivos ou pelos impressionistas do quilate de Pissaro ou Sisley. Refiro-me àquela pintura tachista, de relevos e anáglifos, de concreções e matéria, de cambriantes difusas e interticiais..."
No período da ditadura militar, alguns artistas mostravam inquietação, com tendências surrealistas, ao qual demandavam atualização constante, porém, Tikashi preferiu se aprofundar na opção abstracionista. Em 1964, teve sua obra apresentada em uma exposição individual em São Paulo, e em exposições coletivas por uma vez em São Paulo, na Galeria La Rouche, e duas vezes no Rio de Janeiro, no Museu de Arte Moderna do Rio de Janeiro e no 13º Salão Nacional de Arte Moderna, sendo que Paolo Maranca no jornal UH escreveu que: "No Salão deste ano, Fukushima voltará a pleitear o grande prêmio, de que é mais cotado candidato, conforme opinião unânime da crítica". Em 1965, ele fez duas exposições individuais, uma na Galeria Ibeu Copacabana, Rio de Janeiro e outra na Galeria Astréia, em São Paulo, e em exposições coletivas teve seu trabalho apresentado no evento "Brazilian Painters Today", na The New York Hilton Gallery, no Rockefeller Center. Também teve seu trabalho apresentado na exposição "Japanese Artists of Brazil" em Oakland, Estados Unidos, e na 8ª Bienal Internacional de São Paulo, onde foi premiado com uma aquisição do Itamaraty, além da exposição Japanese Artists of Brazil foi realizada em Tóquio e em Washington D.C. Teve uma série de exposições patrocinadas pela embaixada brasileira, as quais foram realizadas em La Paz, Lima e Caracas. Cecília França Lourenço, ao comentar a obra de Tomie Ohtake, quando ela atingiu um nível de maturidade, compara com a obra da artista com a de Fukushima e Mabe, no contexto que ambos os três tinham "certa contenção, sem permitir extravasar totalmente a emoção da obra".
Em 1966, Fukushima fez uma exposição individual na Chelsea Galeria de Arte, em São Paulo. Sobre essa exposição foi publicado no Jornal da Tarde, de 25 de maio de 1966 que: "À medida que se torna erudita, a pintura é levada, com frequência, a buscar o caminho oposto: a tela sofre, então um tratamento quase uniforme, procura-se o encontro e não o desafio entre as cores; as paisagens de tons são criteriosamente medidas, até que o quadro se torne uma sucessão de modulações baixas e que o espectador deva procurar ângulos especiais para bem distinguir as variações inseridas na superfície da tela". Com isso faz uma comparação com a pintura de Fukushima, onde continua: "Os exageros de uma tal concepção, quando levados aos seus limites extremos, têm conduzido, no caso de outros pintores, à apresentação de telas monocromas: totalmente brancas e até totalmente pretas. Não é o caso de Fukushima. Sua pintura é abstrata, mas trabalhada em cada detalhe e em alguns quadros apresentam-se bem nítidos. Noutros, que nos levaram a estas considerações, predominam sucessivas zonas de vermelho, raramente interrompidas por pontos de luz, e então é que temos a impressão de que sua pintura, tão cuidada, está sendo escondida". No mesmo ano em exposições coletivas teve seu trabalho apresentado na exposição denominada "The Emergent Decade: Latin American painters and paintings in the 1960's", no Museu Solomon R. Guggenheim, em Nova Iorque, e também na 1ª Bienal Nacional de Artes Plásticas, em Salvador, Bahia, no 10º Salão do Grupo Seibi de Artistas Plásticos, na Sociedade Brasileira de Cultura Japonesa, no Museu de Arte Contemporânea da Universidade de São Paulo, na exposição "Três Premissas", no Museu de Arte Brasileira da Fundação Armando Álvares Penteado. No ano seguinte, organizou duas exposições individuais, no Rio de Janeiro e em São Paulo, e também teve seu trabalho exposto na 9ª Bienal Internacional de São Paulo.
Em 1968, organizou duas exposições individuais, ambas em São Paulo, e coletivamente participou do Prêmio Leirner de Arte Contemporânea. José Geraldo Vieira, na Folha de S.Paulo do mesmo ano, faz uma comparação das pinturas de Fukushima, com as que ele vinha pintando até uns anos atrás e as estavam sendo produzidas até então, pois antes eram representadas "paisagens ermas" e as mais recentes atuavam como "retábulos místicos", "extraordinariamente poética e religiosa". Entre outros trechos Vieira descreve: "Até recentemente, a pintura de Fukushima procurava sintetizar, como vista em "vol d’oiseau", uma dessas paisagens ermas, sem lanternas, sem figuras humanas, sem ídolos. A pura microgeografia do chão e da vertente. Mas agora Fukushima nos põe diante de biombos que atuam em nossa sensibilidade como retábulos místicos. Já não é mais a terra; agora é a atmosfera, é a refração do Sol Nascente tingindo suportes com a magia de tramas estruturais em rede, em massas diáfanas, de espiritualidades esparsas. Uma pintura extraordinariamente poética e religiosa, mas tendo mais de religiosa, mas tendo mais de a sua misteriosa vibração cromática".
Organizou, em 1969 uma exposição individual no Rio de Janeiro, outra em Santos e em São Paulo, e em exposições coletivas teve suas obras apresentadas em vários lugares. Nesse ano vale destacar a exposição denominada "Artistas Nipo-Brasileiros", que aconteceu em Copenhague, Estocolmo e Oslo. Também teve a exposição "19 Artistas Nipo-Brasileiros", no Museu de Arte Contemporânea da Universidade de São Paulo, e expôs no "1° Panorama de Arte Atual Brasileira", no Museu de Arte Moderna de São Paul. Teve também sua obra exposta na Exposição da Galeria Alberto Bonfiglioli, na Galeria Alberto Bonfiglioli.

### Década de 70
1970 foi o ano ao qual retorna para o Japão, pela primeira vez, desde que imigrou para o Brasil. Quando retorna ao Brasil começa a pintar a série "Quatro Estações", onde ilustrou as montanhas da ilha de Honshu, Japão. E a partir de então, faz isso dezenas de vezes em quadros de grandes dimensões. Essa é uma nova série de abstratos, onde retrata, especialmente, as montanhas, o movimento dos ventos e as ondas do mar. No mesmo ano, organizou uma mostra individual em São Paulo, além de exposições coletivas que contaram com suas obras foram a Exposição Mundial de Osaka e na Pinacoteca do Estado de São Paulo. A Revista Veja, em um artigo chamado "A poesia do abstrato", cita três quadros do artista, da seguinte maneira:  "os quadros de Tikashi Fukushima como que captam uma coreografia espacial complexa. Num campo ocre, formas indefinidas verdes, vermelhas, negras, esvoaçam numa dança imaterial. Massas pastosas, que lembram tintas escorrendo, confluem e se separam, de forma rítmica e musical. Noutra tela, travam-se batalhas aéreas, núcleos de côr chocam-se dramaticamente em meio a nuvens volumosas, sopradas pelo vento e tocadas pelo poente. Mesmo os movimentos violentos, de côres em fuga, são sempre contidos por uma atmosfera profundamente poética e elegante". Em 1971, foram organizadas quatro exposições individuais, uma em Brasília e outras duas no Rio de Janeiro, e em março do mesmo ano, também se tem o conhecimento de que a União Panamericana lhe dedicou em Washington D. C. uma exposição individual. No mesmo ano, Walter Zanini, que na época era diretor do Museu de Arte Contemporânea da Universidade de São Paulo, irmão do também crítico Ivo Zanini, escreveu sobre a obra de Fukushima dizendo que: "utilizando meios impressionistas de início, passou para a pintura mais conceptual, influenciada pelo cubismo assimilado à contemplatividade fantasiosa de sua mente. Abriu caminho para um espaço mais intuitivo e informal onde os ouros, os pretos, e sobretudo os verdes e os vermelhos encontram os diapasões mais delicados, associados e colocados em oposições complementares..."
1972 é o ano que o Seiki-kai encerra suas atividades, e no mesmo ano é instaurado um novo movimento artístico da comunidade nipo-brasileira e os artistas continuam suas atividades no I Salão Bunkyo, coordenado pela Sociedade Brasileira de Cultura Japonesa. Nas palavras de Tikashi "foi a forma de perpetuarmos o movimento". Reside por um período de tempo em Maryland, Estados Unidos, onde fez pinturas em um ateliê alugado. Fukushima organizou, no mesmo ano, uma exposição individual na Galeria Guignard, Belo Horizonte, e outra no Art Museum of the Americas, Washington D. C. Sobre essa mostra o chefe departamento de artes visuais da Organização dos Estados Americanos, José Gómez-Sicre disse que "como seus colegas, Fukushima é altamente hábil nas técnicas de sua arte e tem um delicado senso refinado, de concepção". Coletivamente teve seu trabalho exposto em São Paulo. Para a Folha de S.Paulo de 19 de novembro de 1972, na matéria intitulada "A boa compreensão no sistema oriental brasileiro", Ivo Zanini descreve Fukushima como que quem chegou ao Brasil de forma modesta e com o passar dos anos "impôs sua arte e hoje é um dos mais autênticos e reconhecidos do grupo de japoneses que contribui para o desenvolvimento da arte em nosso país". Descreveu a relação de pai e do filho Takashi, ao qual não tinha a influência do pai nas pinturas; Takashi na época com 22 anos já pintava a 3 anos sem que houvesse nenhuma pressão por parte de Tikashi, sendo o pai abstracionista e o filho figurativo. Sobre os trabalhos de Tikashi, Zanini comenta sobre o tempo que o artista passou nos Estados Unidos, que Tikashi acreditava que sua arte havia passado por mudanças e por consequência tinha tido um bom retorno nas vendas de suas pinturas. No ano seguinte, organizou uma mostra no Rio de Janeiro e de forma coletiva seu trabalho foi apresentado no Museu de Arte Moderna de São Paulo. Nesse mesmo ano, o crítico Jacob Klintowitz comenta no Jornal da Tarde sobre a forma que Fukushima pinta de que "para construir o seu universo pictórico, Fukushima precisa de mais nada além de tinta e tela... A primeira coisa notável é que a cor não tem a função de colorir..."
Em 1974, o pintor organizou uma exposição individual no Documenta Galeria de Arte, São Paulo. Para essa exposição, foi anunciado que o "colorido forte e bem composto de Tikashi Fukushima está de volta", do artista "que dispensa apresentações", pois "sua pintura em cada exposição, é um reencontro feliz entre o espectador e a beleza." Sobre a interpretação da pintura afirma-se que Tikashi prefere não falar sobre a mesma, mas que o espectador a interprete, sendo que "pintura pode correr livre pela imaginação no fundo de algum mar, entre montanhas nevadas ou simplesmente nas nuvens. As interpretações, de tão variadas, são o que menos importa, como se o único objetivo de Fukushima fosse tão simples como a mais pura contemplação". Descreve-se inclusive o ambiente e a técnica de pintura, afirmando-se que o artista produz em um local isolado, "de verdadeira contemplação oriental da natureza", sobre a abstração temos a descrição de que diferente do que se pode pensar, de que se pode estar pintando ao acaso, jogando tintas em uma "disposição acidental", quando na verdade "ele constrói cada parcela da tela com disciplina e aplicação, como seguindo um desenho mental pré-estabelecido". Fez parte do juri do 4º Salão Bunkyo, ao lado de Manabu Mabe, Kichizaemon Takahashi, Massao Okinaka, Masumi Tsuchimoto, Yutaka Toyota e Bin Kondo.

"Sensação", acrílico sobre tela, 1978, 100 x 120 cm

No ano seguinte, 1975, organizou outra exposição individual em São Paulo e no mesmo ano foi realizada a exposição coletiva denominada "2ª Exposição de Belas Artes Brasil-Japão", a qual aconteceram em cinco cidades diferentes: Atami, Quioto, Rio de Janeiro, São Paulo e Tóquio. Fez parte do juri do 5º Salão Bunkyo, a composição do juri, foi a mesma do ano anterior. Em 1976, Fukushima organizou uma exposição individual em São Paulo e no mesmo ano sua obra esteve presente na exposição coletiva no Museu de Arte Moderna de São Paulo. No final da década de 70, os nipo-brasileiros tinham uma situação diferente no que se diz em matéria de interação, situação contrária se comparada aos tempos da Segunda Guerra Mundial, quando eram vistos com desconfiança pela população e pelo governo, logo, nesses novos tempos, após a guerra, as galerias adquiriam sistematicamente a produção dos abstratos, onde após as primeiras Bienais eram abertas as oportunidades de difusão de suas produções e conquistando a crítica. Havendo colecionadores interessados nesses artistas, tanto no Brasil como no exterior, havendo colecionadores na própria colônia.
Em 1977, o artista foi nomeado presidente da Comissão de Artes Plásticas da Sociedade Brasileira de Cultura Japonesa, tendo permanecido nesse cargo de 1977 até 1990. No mesmo ano de 1977, organizou uma exposição individual no Rio de Janeiro e seu trabalho também fez parte da exposição coletiva "3ª Exposição de Belas Artes Brasil-Japão", que aconteceu no Rio de Janeiro, São Paulo e Tóquio. Em 1978, suas obras estiveram em duas exposições coletivas, ambas em São Paulo. No mesmo ano a crítica de arte Radha Abramo escreveu no jornal Folha de S.Paulo que "Fukushima expõe as interfaces de seu gênio local ou gesto cultural, fundindo, com extrema sensibilidade, o universo de suas raízes orientais pela mancha abstrata da caligrafia japonesa com o universo de suas raízes brasileiras absorvidas pela paisagem que o envolve. Cria uma linguagem plástica inserida nas particularidades culturais do seu complexo individual e do complexo social onde vive". Em 1979, tornou-se membro da Comissão de Artes da Fundação Brasil-Japão de Artes Plásticas e no mesmo ano Fukushima organizou uma exposição no Rio de Janeiro. Em exposições coletivas suas criações estiveram na "4ª Exposição de Belas Artes Brasil-Japão", que aconteceu em Atami, Curitiba, Quioto, São Paulo e Tóquio, e no "11° Panorama de Arte Atual Brasileira", no Museu de Arte Moderna de São Paulo.

### Década de 80

"Abstrato", óleo sobre tela, 1981 - 1982, 61 x 61 cm

A arte na década de 80 foi influenciada pelo aparecimento de outros artistas e também pela atuação dos pioneiros, como Tomoo Handa, abstracionistas, além de Manabu Mabe, Tikashi Fukushima, Tomie Ohtake, Kazuo Wakabayashi e outros, onde atuaram no desenvolvimento artístico, como também nos interesses da comunidade de artistas. No ano de 1980, seu trabalho foi apresentado na exposição "Mestres do Abstracionismo Lírico no Brasil". Em 1981, organizou uma exposição individual de sua obra em Belo Horizonte e no mesmo ano foi organizada a "5ª Exposição de Belas Artes Brasil-Japão, nas cidades de Atami, Quioto, São Paulo e Tóquio. Suas pinturas também estiveram na Exposição Latino-Americana de Arte Contemporânea Brasil/Japão", no Museu Nacional de Arte, Osaka.
O pintor também produziu dois painéis para o Banco Bozano, Simonsen, no ano de 1981; para Rio de Janeiro e no ano seguinte em São Paulo. 1982 é o ano de falecimento de seu mestre, Tadashi Kaminagai. Embora Tikashi reconhecesse Kaminagai como seu mestre, Fukushima negou que Kaminagai tivesse influenciado sobre a forma que ele pintava, sobre isso disse que "Kaminagai representa uma fase intermediária entre o figurativo e o abstrato, e as cores alegres e claras eram as suas preferidas, enquanto eu sempre procuro dar sobriedade e profundidade aos meus trabalhos com cores escuras e densas".
Em 1983, o pintor organizou uma exposição individual na Galeria Alberto Bonfiglioli, São Paulo. Sobre essa exposição o crítico de arte Ivo Zanini afirma, na edição da Folha de S.Paulo de 29 de novembro de 1983, que Tikashi é um dos "esteios" da arte abstracionista que consagrou o núcleo japonês, e também comenta que as quatorze pinturas expostas na Galeria Alberto Bonfiglioli, que estariam em exposição até 23 de dezembro daquele ano, "expressam com cristalina clareza essa afirmação" de que estava havendo um "estágio dinâmico e evolutivo da arte brasileira centrada em São Paulo" e sobre as obras ele diz que o "esplendor das formas e cores ainda mais depuradas que em suas fases anteriores deslancharam com a magia pelos enormes espaços [das telas]" e continua "um vasto passeio cromático é o resultado do trabalho de Fukushima". Sobre suas abstrações, escreveu, "ricas de lirismo, podemos divisar o que sugere nos títulos das obras, isto é, o mar, o céu, a terra, picos andinos e outros. E porque não? São poemas cromáticos que o artista do fecundo Grupo Guanabara recria aos nossos olhos. Fantasia, realidade, abstrações, regiões figurativas, tudo aparece misturado e concentrado na sua pintura sensível." O crítico finaliza que dizendo que Fukushima é "um exemplo para a geração de hoje". Coletivamente, no mesmo ano seu trabalho esteve presente na "6ª Exposição de Belas Artes Brasil-Japão", que aconteceu nas cidades de Atami, Quioto, Rio de Janeiro, São Paulo e Tóquio.
Em 1984, foi organizada a exposição Mestres do Abstracionismo Brasileiro, que também conteve seu trabalho, ao qual as exibições ocorreram em Buenos Aires, Haia, Lisboa, Londres, Madri, Milão, Nova Iorque, Paris, Roma e Washington D.C.. No ano seguinte, 1985, Tikashi organizou uma exposição individual em São Paulo, na Galeria de Arte André,  ao qual possuiu um catálogo da exposição e seu prefácio foi escrito pelo membro da Associação Brasileira de Críticos de Arte e também membro da Associação Internacional de Críticos de Arte, Ivo Zanini. Nesse prefácio Ivo diz que há vários anos ele evita escrever esse tipo de texto, pois muitas vezes o texto encomendado diverge do que realmente está exposto, mas para a obra de Fukushima ele abre uma exceção. Nas palavras do crítico é porque: "estamos diante de artista realizador, absolutamente coerente na filosofia de trabalho e na seriedade da construção de seu imagístico mundo de cores e formas". Zanini descreve os quadros da exposição de forma que eles "fragmentam-se muitas vezes em supostos episódios que variam do real ao onírico, do telúrico ao cósmico" e o resultado  final de sua obra o artista "alcança com segurança, juntando às suas elaborações misticismo oriental e ocidental". Sobre as obras da exposição Zanini diz que como a maioria das obras eram daquele ano e que os visitantes constatariam o "pleno amadurecimento do artista", pois essas obras possuem o "gestual incontrolado, o impacto agressivo, o choque proposital provocado pelo consciente/inconsciente, tão difundido na atualidade, passam ao largo nas pinturas do artista". Em exibições coletivas no mesmo ano, suas obras também foram incluídas na "7ª Exposição de Belas Artes Brasil-Japão", que aconteceram nas cidades japonesas de Atami, Quioto e Tóquio, nas brasileiras de Rio de Janeiro e São Paulo. As obras de Fukushima também foram apresentadas no Paço Imperial, no Museu de Arte de São Paulo, no Museu de Arte Contemporânea da Universidade de São Paulo.
Em 1986, Tikashi organizou uma exposição individual em Salvador. Coletivamente suas obras foram exibidas, no Rio de Janeiro, no mesmo estado, e seu trabalho foi apresentado na exposição "Tempos de Guerra: Hotel Internacional", Galeria de Arte Banerj e na exposição "Tempos de Guerra: Pensão Mauá". Também na Galeria de Arte Banerj, para as exposições denominadas "Tempos de Guerra", foi feita uma reportagem  intitulada "Do nazismo às galerias de arte", no jornal O Estado de S. Paulo, Angélica de Moraes define que "duas dezenas de artistas vindos do exterior ajudaram a empurrar o Brasil para a modernidade", dentre os artistas vindos do Japão cita Tadashi Kaminagai e Tikashi Fukushima. Acrescenta dizendo que os japoneses tiveram uma dificuldade extra, a desconfiança de que fossem espiões a serviço do Eixo. No mesmo ano sua obra foi exibida no Museu de Arte de São Paulo e também foram apresentadas duas exposições; na Fundação Cásper Líbero e na Fundação Bienal de São Paulo, denominadas respectivamente de "Tempos de Guerra: Hotel Internacional" e "Tempos de Guerra: Pensão Mauá".
Em 1987, organizou uma exposição individual na Bolsa de Arte de Porto Alegre. Seu trabalho foi selecionado para a "20ª Exposição de Arte Contemporânea", em São Paulo, e sua obra esteve em outras duas exposições, também em São Paulo. Sobre a arte do artista no período que compreende as décadas de 70 e 80 o crítico de arte Ivo Zanini comenta: "Ele, que veio do Japão em 1940, aqui aprimorou as formas e dominou o equilíbrio cromático, influenciado pelo esplendor contagiante do tropicalismo brasileiro, sobretudo nas décadas de 70 e 80, quando a sua composição informal chegava ao auge. Cada quadro era um visual atualizado, rico de nuances e que provocavam louvores e também restrições. Estas últimas oriundas de alguns inconformados com a rápida ascensão do artista e aceitação cada vez maior da tendência. Impregnando desde o começo de sua produção a simbiose Oriente-Ocidente, Tikashi Fukushima tornou-se verdadeiro poeta das cores, quem sabe realçando sentimentos das duas pátrias, aquela em que nasceu e a outra que o acolheu".
1988 é ano que Fukushima participa de uma série de exposições em comemoração aos 80 anos da Imigração japonesa no Brasil. No mesmo ano que organizou uma exposição na Galeria de Arte André, em São Paulo, e seu trabalho também foi selecionado para a exposição denominada "Herança do Japão: aspectos das artes visuais nipo-brasileiras", que foi realizada em Belém, Brasília, Curitiba, Manaus, Porto Alegre, Recife e São Paulo. Sua obra também foi selecionada na exposição do "Imin80", em Londrina, na exposição "15 Anos de Exposição de Belas Artes Brasil-Japão", na Fundação Mokiti Okada M.O.A., em São Paulo, e no mesmo local também foi realizada o 5° Salão de Arte Brasil-Japão. Seu trabalho foi selecionado para ser apresentado na exposição "Vida e Arte dos Japoneses no Brasil", em São Paulo. Ainda em 1988, João de Jesus Paes Loureiro lançou o livro intitulado "Iluminações/iluminuras: uma temporada no Japão", o qual foi ilustrado por Fukushima. A Revista Veja de 22 de julho de 1988 descreve Tikashi como "um mestre das cores intensas", em que o "toque do pincel deixa sua marca na forma de volume". Na mesma edição é dada ênfase ao fato de que a "importância dada ao trabalho de Mabe, Fukushima e Shiró atraiu ao Brasil uma nova leva de artistas japoneses, que chegaram ao país maduros e com posturas estéticas sedimentadas". Em 1989, sua obra foi exibida em Lisboa, no Centro de Arte Moderna José de Azeredo Perdigão e na exposição no Museu Nacional de Belas Artes, no Rio de Janeiro e na exposição denominada "Pintura Brasil Século XIX e XX: obras do acervo do Banco Itaú", em São Paulo. O jornal O Estado de S. Paulo de 16 de dezembro de 1989, afirma que na arte brasileira destacam-se os nipo-brasileiros, dentro do chamado abstracionismo informal, onde dentre os adeptos podem ser citados Fukushima, Mabe, Wakabayashi, e Shiró.

### Década de 90
A década de 1990 é a última década que Tikashi produziu novas obras. Segundo a opinião crítica de Hélio Alves Neves, "hoje, em plena maturidade, Tikashi Fukushima sente-se realizado como artista. Primeiro, por fazer da evolução de sua obra uma escola admirada e respeitada no Brasil e no exterior, depois, como ser humano por conseguir extravasar todos os seus sentimentos através dos pincéis carregados com as emoções das cores de sua palheta". Sobre a sua pintura Neves explica que "Tikashi Fukushima faz uso das texturas, dando assim os volumes dos claros e escuros, matizando a mancha, criando efeitos numa alternância valorizadora. Os planos não são planos, são passagens tonais, e a linha, quando aparece, é apenas um efeito dos limites do pincel, ou mesmo a consequência da fluidez da tinta que o artista deixa escorrer deliberadamente. As cores são intensamente poéticas, tratando a severidade do ambiente e suavizando o resultado em temas como: Anoitecer na Montanha, Vento e Mar, Sonho, Suave Sensação, entre outros. São estados da alma que ele não comenta, mas expressa com tal maestria que nos convence que a matéria ali exposta não é só pasta de óleo e pigmentos e sim notas melódicas para os nossos olhos". Em 1990, foi organizada a exposição "9ª Exposição Brasil-Japão de Arte Contemporânea", que aconteceu nas cidades japonesas de Atami, Sapporo e Tóquio, e no Brasil foram realizadas nas cidades de Brasília, Rio de Janeiro e São Paulo. Outra exposição que exibiu a obra de Fukushima teve o nome de "Figurativismo/Abstracionismo: o vermelho na pintura brasileira", que aconteceu naquele ano em Brasília e São Paulo e no ano seguinte em Belo Horizonte. Ainda em 1991, as pinturas de Fukushima foram expostas na 3ª Bienal Nacional de Santos, no Centro Cultural Patrícia Galvão. No ano de 1992, foi organizada a "10ª Exposição Brasil-Japão de Arte Contemporânea", que também apresentou a obra de Tikashi, que no Japão foi realizada nas cidades de Atami, Quioto e Tóquio, enquanto que no Brasil a exposição ocorreu em São Paulo. Também em São Paulo foi organizada uma exposição coletiva que conteve as obras do artista, denominada "Grupo Guanabara: 1950-1959". Sobre essa exposição o conceituado leiloeiro Renato Magalhães Gouvêa afirma que "foi possível reunir obras dos integrantes do Grupo Guanabara e registrar suas impressões oferecendo um sério ponto de partida para estudos mais aprofundados".
Em 1993, como continuação da exposição "Figurativismo/Abstracionismo: o vermelho na pintura brasileira", que iniciou-se em 1991, foi feita mais uma exibição em Campinas. No mesmo ano, 1993, a obra do artista foi selecionada para ser apresentada na Pinacoteca do Estado de São Paulo. Suas obras também foram exibidas na "Exposição Luso-Nipo-Brasileira", no Museu de Arte Brasileira na Fundação Armando Álvares Penteado. Em 1994, as obras do pintor estiveram em exposições coletivas, ambas realizadas na capital do estado de São Paulo. Fora da capital seu trabalho foi exibido na 1ª Bienal Paulista de Arte Contemporânea, em Valinhos.

"Montanha", acrílico sobre tela, 1992, 70 x 90 cm

Em 1995, foi escolhido para ser o presidente do Museu de Arte Nipo-Brasileiro. No mesmo ano teve sua obra exposta em Brasília e na exposição "Exposição dos Pintores Nipo-Brasileiros Contemporâneos", que aconteceu em São Paulo e nas cidade japonesas de Niigata, Tokushima. No ano seguinte também foi apresentada em Gifu e Tóquio. Essa exposição faz parte das comemorações do Centenário da Amizade Brasil-Japão, evento esse que comemorou os cem anos da assinatura do Tratado de Amizade, Comércio e Navegação, que formalizou o início das relações entre o Brasil e o Japão, assinado em novembro de 1895, em Paris. Ainda em 1995 seu trabalho também esteve presente em duas exposições em São Paulo e em uma exposição coletiva no Museu Metropolitano de Arte de Curitiba. Na capital portuguesa, Lisboa, sua obra esteve no Mosteiro dos Jerônimos. Em 1996, o artista organizou uma exposição individual em São Paulo, na Sociedade Brasileira de Cultura Japonesa, a qual foi uma retrospectiva de seus cinquenta anos de carreira e foi visitada por uma grande público, inclusive com a presença do embaixador do Japão no Brasil, Chihiro Tsukada e do cônsul-geral do Japão em São Paulo, Katsuyuki Tanaka. No mesmo ano foi exposto seu trabalho no Museu de Arte Contemporânea da Universidade de São Paulo. 1997 foi o ano de uma de suas últimas exibições em São Paulo, coletivamente seu trabalho foi escolhido para ser apresentado em Jacareí. No mesmo ano o pintor recebeu do Imperador do Japão a condecoração da Ordem do Tesouro da Felicidade Sagrada.
Em 1998, sua obra esteve na Mostra Internacional Itinerante Japão-Brasil, que ocorreu na Fundação Clóvis Salgado - Palácio das Artes, em Belo Horizonte, e no Centro Cultural Usiminas, em Ipatinga. Também teve seu trabalho apresentado em três exposições coletivas em São Paulo. No ano seguinte, ocorreu a "Mostra Internacional Itinerante Japão-Brasil", que foi apresentada em Brasília no Ministério das Relações Exteriores e também no Museu de Arte de São Paulo. No Itaú Cultural foi realizada a exposição "Cotidiano/Arte. O Consumo - Metamorfose do Consumo". Após uma vida de grandes realizações, a arte propiciou ao artista condições bem melhores de vida que quando iniciou a vida de imigrante. Segundo o crítico de arte Ichiro Hariu, Fukushima está na geração dos imigrantes pré-guerra, composto por imigrantes comuns, que após várias mudanças em suas vidas despertaram para as artes plásticas. Segundo ele, a demanda de obras de arte no Brasil é grande, mas a desigualdade sócio-econômica é enorme, e os compradores se limitam a pessoas de classe mais abastada, empresas e órgãos públicos. Segundo Hariu, artistas como Ohtake, Fukushima, Mabe e outros são reconhecidos abstracionistas, representativos do Brasil, que contam com muitos apoiadores, e vivem nas palavras de Hariu em “palacetes”. Uma vez Tikashi disse: "Não sei porque, mas essas pinturas vendem como água. Parece até que estou fabricando notas falsas!".

### Últimos momentos
Nos últimos anos Tikashi já estava com o mal de Alzheimer. Nas palavras de sua mulher, foi com essa doença que "ele não teve mais força para pintar". Em 2001 foi realizada sua última exposição individual, antes de seu falecimento, que se chamou Fukushima por Fukushima, realizada na Pinacoteca do Estado, em São Paulo. A curadoria desse evento foi realizada por seu filho Takashi Fukushima, que também lançou o livro chamado "Fukushima", organizado por Takashi, trabalho o qual é dedicado à obra de seu pai. Coletivamente sua obra foi apresentada na exposição chamada "Arte Nipo-Brasileira: momento", na Galeria Euroart Castelli, em São Paulo. No mesmo ano recebeu o prêmio de melhor retrospectiva do ano da Associação Paulista dos Críticos de Arte – APCA. Tikashi Fukushima foi internado em uma quarta-feira com suspeita de enfarte no Hospital Santa Cruz. Foi submetido a uma angioplastia e, à meia-noite de domingo, 14 de outubro de 2001, não resistiu.
Quando Fukushima faleceu, além de outras obras, deixou em seu ateliê várias telas em branco com linhas vermelhas, como se fossem veias, pois o artista tinha como costume espalhar na tela várias linhas vermelhas. Nas palavras do próprio “são as veias, a alma do quadro”, essas linhas ficavam escondidas, sob outras camadas de tinta.

### Vida pessoal
Conheceu Ai Saito, que tinha chegado ao Brasil em 1934, com 12 anos, que quando cresceu dava aulas de corte e costura e seus parentes lhe haviam arrumado um noivo, através do miai, um costume japonês de promover casamentos arranjados. O pretendente de Ai era um estudante de medicina, mas durante a visita a um tio foi apresentada a Tikashi e a partir de então iniciaram um relacionamento escondido dos pais de Ai, pois os mesmo queriam que ela se casasse com o então estudante de medicina. Nessa época, por seis anos enviava cartas para Ai, mantendo o namoro escondido, quando finalmente conseguiu convencer a família dela para que ela se casasse com ele, o que ocorreu em 1949.
Uma reportagem da Revista Veja de 1970, relata alguns de seus hábitos na época, como " é difícil encontrar Fukushima até mesmo - em sua casa no bairro distante de Cidade Adhemar, onde uma miniatura de jardim japonês, em degraus de terra ajardinados, lembra a simbologia oriental da água, da pedra, da vegetação" e em relação a seus contatos cita o seguinte "Fukushima tem vários pontos de contato com seus amigos inseparáveis Mabe, Nomura e Wakabayashi, com os quais joga cartas e complicados dominós orientais aos domingos". Para a confecção da matéria foi relatado o seguinte "Com um sorriso bonachão, tirando baforadas do cachimbo, rindo inesperadamente quando não quer responder diretamente a uma pergunta".
No ano de seu falecimento estava a dois anos sem pintar devido a problemas de saúde. Naquele ano sua rotina consistia em ficar acordado até 4h para assistir ao campeonato de sumô na TV a cabo. Também tinha o costume de ouvir Paganini e jantava fora quase todas as noites. Nessa época ele falava pouco.

## Após sua morte
Após seu falecimento foram organizadas várias exposições com suas obras. No mesmo ano de sua morte, foi organizada a exposição "4 Décadas", em São Paulo na Nova André Galeria. No ano seguinte, suas obras foram exibidas mais duas vezes na Nova André Galeria, sendo a primeira denominada "Além da Tela" e a outra Os "Sete Baluartes do Abstracionismo Brasileiro". 
No ano do falecimento do artista o vereador Aurélio Nomura apresentou no dia 13 de dezembro o projeto de lei PJ 715-2001, o qual se tornou a lei número 13.507 de 8 de janeiro de 2003, denominando de praça Tikashi Fukushima um espaço até então sem nome localizado na Avenida Politécnica, distrito do Butantã.
Em 2003, suas obras foram expostas duas vezes no Museu de Arte Contemporânea da Universidade de São Paulo. A primeira exposição foi denominada MAC "USP 40 Anos: interfaces contemporâneas" e a segunda chamada de "Arteconhecimento: 70 anos USP". No ano seguinte, na Galeria Prestes Maia, foi feita a exposição chamada de "Grupo Guanabara, no Masp", e no mesmo ano, 2004, foi organizada a exposição "Gesto e Expressão: o abstracionismo informal nas coleções JP Morgan Chase e MAM", no Museu de Arte Moderna de São Paulo.
Em 28 de setembro de 2006, foi transmitido pela SescTV o episódio "Tikashi Fukushima - os caminhos da abstração", no programa "O mundo da arte", que exibiu a trajetória de Tikashi, fazendo uma retrospectiva do artista, na Pinacoteca de São Paulo, e mostrando todas as fases de sua produção.
Em 2008 sua obra foi exposta juntamente com trabalhos de outros artistas nipo-brasileiros no Palácio dos Bandeirantes, na exposição chamada "Presença japonesa na arte brasileira: da figuração à abstração". De 28 de abril a 30 de dezembro de 2012 foi realizada a exposição na Pinacoteca do Estado de São Paulo, denominada "São Paulo, um olhar de imigrantes", com cerca de 30 obras de Tikashi de outros artistas do período de 1893 até 1980.

## Obras em acervos
A obra de Fukushima integra os acervos de coleções importantes, dentro e fora do Brasil, incluindo:
| - Coleção Rockefeller - Coleção Roberto Marinho - Coleção V+R Sapoznik - Embaixada do Japão em Brasília - Fine Art Museum, MOA, Japão - Museu de Arte Contemporânea da USP - Museu de Arte de Belo Horizonte - Museu de Arte Moderna de Brasília | - Museu de Arte Moderna de Curitiba - Museu de Arte Moderna de Porto Alegre - Museu de Arte Moderna do Rio de Janeiro - Museum of Modern Art of Latin America, Washington - Palácio Imperial, Tóquio - Pinacoteca do Estado de São Paulo |